# Panabrus dominicanus
Panabrus dominicanus är en insektsart som först beskrevs av William Lucas Distant 1909.  Panabrus dominicanus ingår i släktet Panabrus och familjen spottstritar. Inga underarter finns listade i Catalogue of Life.